# أفون رايلي
أفون رايلي (بالإنجليزية: Avon Riley)‏ هو لاعب كرة قدم أمريكية أمريكي، ولد في 10 فبراير 1958 في سافانا في الولايات المتحدة.

## وصلات خارجية
- أفون رايلي على موقع مرجع كرة القدم المحترفة.كوم (الإنجليزية)